# Кохер (лунный кратер)
Кратер Кохер (лат. Kocher) — небольшой ударный кратер в области южного полюса на обратной стороне Луны. Название присвоено в честь швейцарского хирурга Эмиля Теодора Кохера (1841—1917) и утверждено Международным астрономическим союзом 22.01.2009 г. 

## Описание кратера
Ближайшими соседями кратера Кохер являются кратер Кун на западе; кратер Ашбрук на северо-востоке; кратер Ибн Бадж на юго-востоке; кратер Де Герлах на юге-юго-востоке и кратер Свердруп на юге. Селенографические координаты центра кратера 84°28′ ю. ш. 134°01′ з. д. / 84,47° ю. ш. 134,02° з. д., диаметр 24,0 км, глубина 1,8 км.
Кратер Кохер имеет близкую к циркулярной форму с небольшим выступом в восточной части. Вал с четко очерченной кромкой и гладким внутренним склоном. Высота вала над окружающей местностью достигает 810 м, объем кратера составляет приблизительно 300 км³. Дно чаши пересеченное, в силу близости к южному полюсу Луны большую часть времени частично затенено.

## Сателлитные кратеры
Отсутствуют.

## См.также
- Список кратеров на Луне
- Лунный кратер
- Морфологический каталог кратеров Луны
- Планетная номенклатура
- Селенография
- Минералогия Луны
- Геология Луны
- Поздняя тяжёлая бомбардировка